# Kanarieflickor

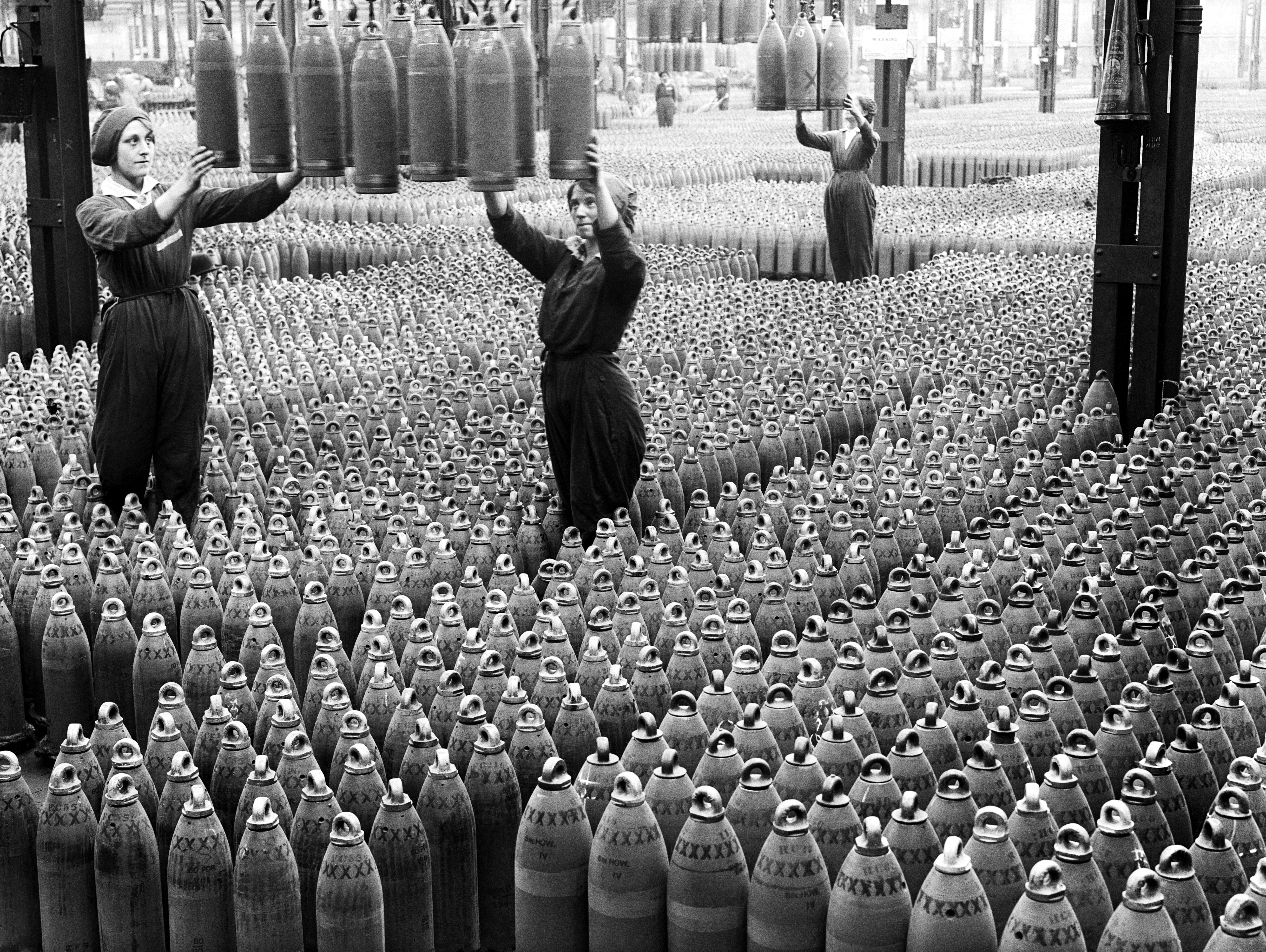
Kvinnliga arbetare i fabriken i Chilwell, 1917.

Kanarieflickor (engelska: Canary girls eller munitionettes) var Storbritanniens kvinnliga granatmontörer under första världskriget. Runt en miljon kvinnor arbetade mellan 1914 och 1918 inom denna del av vapenindustrin. Namnet uppkom på grund av att exponering för hälsovådlig trotyl kan göra huden kanariegul.

## Historia

### Under kriget
Efter att första världskriget brutit ut och många män blev inkallade var det kvinnor som var tvungna att ta de fabriksarbeten som männen lämnat efter sig. För att få unga kvinnor att bli en del av arbetskraften använde Storbritannien slogans som "National Service" eller "Women's Land Army".
Arbetsförhållandena var oftast dåliga då kvinnorna arbetade med farliga ämnen i många timmar för en låg lön. Oftast var kvinnorna frivilliga. Förutom att huden ofta missfärgades var illamående och hudirritation också vanligt. Fabriker kom senare att förbättra ventilationen i fabrikerna och tillhandahålla ansiktsmasker. 
De farliga ämnena var dock inte det enda hotet för kvinnorna i fabrikerna. Granaterna monterades för hand, och stor försiktighet krävdes för att undvika att granaten detonerade i hanteringen eller till följd av elektrostatisk urladdning. Många kvinnor riskerade dödsfall eller lemlästning, brännskador och blindhet.
Fabrikerna var också utsatta från luften, då Tyskland hade dessa som ständiga mål. Fabriker blev rutinmässigt bombade.

### Efter kriget
De som överlevde arbetet i fabrikerna fick ofta medföljande symptom som benvävsdöd; exponeringen för trotyl kunde orsaka problem i strupen och dermatit då huden blir röd och svullen. Den gula missfärgningen av huden som trotyl orsakar är inte farlig. Däremot kan upprepad exponering för trotyl orsaka leverskador, vilket i sin tur kan orsaka gulsot. Under första världskriget drabbades 400 av granatmontörerna av gulsot, varav en fjärdedel avled på grund av sjukdomen.
En del kvinnor kom senare också att föda barn med gulfärgad hy. De kallades canary babies.
Kvinnors bidrag till krigsinsatsen kom att bli en av faktorerna som bidrog till att kvinnor i många länder under 1910- och 1920-talet fick rösträtt.